# Emil Rached
Emil Assad Rached (* Vera Cruz, São Paulo 20 de junio de 1943 - † Campinas, 15 de octubre de 2009) fue un ex jugador de baloncesto brasileño. Emil participó en 1967 del Campeonato Mundial de Baloncesto con la Selección de baloncesto de Brasil, obteniendo la medalla de bronce.